# Christian Helm

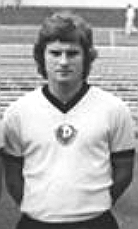
Christian Helm 1976

Christian Helm (* 6. Januar 1952) war Fußballspieler in der DDR-Oberliga, der höchsten ostdeutschen Fußballklasse. Er spielte dort für Dynamo Dresden und wurde mit der Mannschaft viermal DDR-Meister. Helm ist mehrfacher Nachwuchs-Nationalspieler.

## Karriere bei Dynamo Dresden
Mit zehn Jahren wurde Helm in die Kindermannschaft von Dynamo Dresden aufgenommen. Nachdem er alle Nachwuchsmannschaften durchlaufen hatte, wurde er in der Saison 1972/73 erstmals in der Oberliga eingesetzt. Sein erstes Oberligaspiel bestritt Helm am 18. November 1972. Beim 7:2-Sieg über Rot-Weiß Erfurt am 10. Spieltag der Saison 1972/73 wurde er als linker Verteidiger aufgestellt. Bis zum Saisonende kam er in weiteren acht Erstligaspielen zum Einsatz und gewann gleich in seiner ersten Oberligasaison die DDR-Meisterschaft. Im Oktober 1973 spielte Helm zum ersten Mal in der Nachwuchs-Nationalmannschaft der DDR. Mit ihr wurde er 1974 Vizemeister der U-23-Europameisterschaft. Er wirkte in beiden Finalspielen gegen Ungarn (3:2, 0:4) mit. Insgesamt bestritt Helm acht Länderspiele mit der Nachwuchsauswahl.
Zwischen 1973 und 1980 gehörte der 1,76 m große Helm als rechter Verteidiger beständig zum Stammaufgebot der Dresdner Dynamos. In den Jahren 1976, 1977 und 1978 holte er sich seine Meistertitel Nr. zwei bis vier. 1974 und 1978 stand er mit Dynamo auch in den Endspielen um den DDR-Fußballpokal, konnte den Pokal aber nicht gewinnen. Bei den Dresdner Pokalsiegen 1977 und 1982 stand Helm nicht auf dem Platz. Ab der Saison 1980/81 hatte er zunehmend mit Verletzungen zu kämpfen, in dieser Spielzeit kam er nur siebenmal in der Oberliga zum Einsatz, 1981/82 waren es 15 Spiele, 1982/83 nur noch fünf. Anschließend wurde in die 2. Mannschaft versetzt, beendete aber noch im Laufe der Saison seine Laufbahn als aktiver Fußballspieler.
In seinen elf Oberligajahren hatte Helm 188 Oberligaspiele bestritten und war als Verteidiger zu drei Punktspieltoren gekommen. Neben diversen nationalen Pokalspielen kam Helm auch in 30 Europapokalspielen zum Einsatz.
Helm war einer der wenigen Spieler seiner Zeit bei Dynamo Dresden, der nie in der A-Nationalmannschaft spielten. 1979 wurde er wegen einer Verletzung des Rostockers Gerd Kische für ein Länderspiel nachnominiert. Da Kische dann doch spielen konnte, gehörte Helm zwar zum Aufgebot, kam aber nicht zum Einsatz.

## Nach der Fußballkarriere
Der ehemalige Dresdner Clubchef Horst Rohne, inzwischen Sektionsleiter beim Wintersportclub Dynamo Zinnwald, holte Helm, der gelernter Maschinenbauer ist, 1983 als Technikchef der dortigen Rodler. Helm betreute dort u. a. die Schlitten von Steffi Walter und Gabi Kohlisch. Nach der Wende musste er sich neu orientieren und bewarb sich erfolgreich auf eine Annonce als Promotion-Leiter für Rothmanns Zigaretten. 2006 ging er in den Vorruhestand und trainierte danach Mannschaften in Pirna (gemeinsam mit Frank Lippmann) und Heidenau.